# Aventuras y desventuras de un yuppie en el campo
Aventuras y desventuras de un yuppie en el campo es una película de comedia de 1988, dirigida por George Roy Hill, y protagonizada por Chevy Chase.

## Argumento
La historia sigue a un columnista de deportes, Andy Farmer (interpretado por Chevy Chase) y su esposa, Elizabeth (Madolyn Smith Osborne), quienes abandonan su vida en Manhattan para irse a vivir al campo, donde él espera encontrar la tranquilidad suficiente para escribir una novela. Cuando ellos llegan a su nuevo hogar, descubren que el campo no es el gran lugar que habían imaginado y que la vida en el campo no resulta tan buena como ellos pensaban.

## Reparto
| Actor                      | Personaje         |
| -------------------------- | ----------------- |
| Chevy Chase                | Andy Farmer       |
| Madolyn Smith              | Elizabeth Farmer  |
| Kevin O'Morrison           | Sheriff Ledbetter |
| Mike Starr y Glenn Plummer | Crocker y Mickey  |
| Kevin Conway               | Crum Petree       |
| Joseph Maher               | Michael Sinclair  |
| Bill Fagerbakke            | Lon               |
| William Newman             | Gus Lotterhand    |
| Sarah Michelle Gellar      | Elizabeth         |